# Demetrije Srijemski
 Ovo je glavno značenje pojma Demetrije Srijemski. Za svetca s kojim se poistovjećuje pogledajte Demetrije Solunski.

Sveti Demetrije Srijemski, također poznat kao Dimitrije, Dimitar, Dmitar i Mitar (Sirmij, oko 270. – 9. travnja 304.), bio je rimski đakon i kršćanski mučenik ranoga 4. stoljeća. Svetac je Katoličke Crkve. Često ga se greškom poistovjećuje s Demetrijom Solunskim, mučenikom i vojnikom koji je živio u istome razdoblju.

## Život
Rođen je oko 270. u Sirmiju, današnjoj Srijemskoj Mitrovici, kao sin vojnog časnika. Bio je đakon biskupa Ireneja, koji mu je povjerio čuvanje svetih knjiga. Bio je osuđen na smrt zbog čuvanja kršćanskih knjiga i pogubljen 9. travnja 304. godine po naredbi upravitelja Proba. Iako nije potpuno jasno kako je postradao (mačem ili kopljem), zna se da je pogubljenje izvršeno jednu milju istočno od zidina Sirmija, na putu prema Basijani. Na dan njegovog mučeništva stradalo je i sedam kanonskih djevica te đakoni Donat i Fortunat. Najpoznatiji je od Srijemskih mučenika.

## Prijepori
Prefekt Ilirika Leontije je podigao dvije bazilike sv. Demetriju, prvo u Sirmiju, a zatim u Solunu u koju je prenio krvavu odjeću svetog Demetrija kao relikviju. Ubrzo, zbog Avarskih i Hunskih napada na Sirmij, moći sv. Demetrija se prenose iz Sirmija u Solun. Grčki teolozi novom svecu ubrzo pripisuju razne titule pa Demetrije od đakona postaje legionar, časnik pa i prokonzul. Ovu teoriju o Sirmijcu Demetriju podržavaju Peter Toth, Dimitri Obolenskz, Mitko Panov, David Woods i Nicholas Mataya. Oni se također pozivaju na dva martirologija Breviarum Syriacum i Martyrologium Hieronimyianum, jer spominju đakona Demetrija Sirmijskog, dok o Demetriju iz Soluna nema riječi. Avarskim uništenjem Sirmija i rušenjem stare bazilike sv. Demetrija na prostoru Srijema ubrzo dolazi do pojave sv. Demetrija Solunskog, kojemu se podiže nova bazilika na temeljima stare. Pravoslavna Crkva još uvijek ne priznaje postojanje sv. Demetrija Sirmijca pa se slavi kao »Solunski«.

## Štovanje
Zahvaljujući svećeniku Mitru Dragutincu, kult sv. Demetrija kao đakona i mučenika iz Sirmija obnovljen u prvom dijelu 20. stoljeća. Dragutinac je Dimitriju posvetio i mnoge himne, koje je Srijemska biskupija 2005. godine skupila u zbirku „S Kristom na križu, Opjevani martirologij”.

## Crkve posvećene sv. Demetriju
- Katedrala sv. Dimitrija u Srijemskoj Mitrovici, Srbija
- Crkva sv. Demetrija u Salernu, Italija
- Crkva sv. Demetrija u Morigeratiju, Italija
- Crkva sv. Demetrija i Bonifacija u Napulju, Italija
- Crkva sv. Demetrija u Brodskom Drenovcu
- Crkva sv. Mitra u Gabrilima
- Crkva sv. Mitra u Ravnom, BiH
- Kapela sv. Dimitrija, Zadar

## Galerija
- Oltarna pala u Veneciji
- Sv. Demetrije kao vojnik
- Sv. Rok, Sv. Sebastijan i Sv. Demetrije